# Nienawiść
Nienawiść – bardzo silne uczucie niechęci wobec kogoś lub czegoś, często połączone z pragnieniem, by obiekt nienawiści spotkało coś złego.
Nienawiść bywa przeciwstawiana miłości i opisywana jako męczące uczucie, następujące w wyniku bólu związanego z uczuciem zranienia, zemsty, wrogości i oszukania.
Nienawiść przybiera czasem postać obsesyjną: chęć zemsty jest tak silna, iż osoba nią zawładnięta nie jest w stanie przestać o niej myśleć; wówczas nienawiść jest głównym motywem jej działań i bardzo silnym bodźcem wpływającym na percepcję rzeczywistości.